# Reborn (歌手グループ)
Reborn（リボーン）は、中国で活動する双子の姉妹デュエット歌手。新疆ウイグル自治区出身。メンバーは姉のAreida（剣琴）と妹のAshley（剣琪）。1984年生まれ。父親は本人たちの話によると回族である。最終学歴はカシュガル南疆軍区文工団(文化工作団）。
2001年にデビューし、テレビドラマ「紅蘋果楽園」や映画「ウィンター・ソング」などに出演した。2006年に「超級女声」に出演したことがきっかけで、スカウトされ本格的に歌手デビューする。また、最近では自分たちのアパレルブランドを立ち上げている。

## ディスコグラフィ
- 安塔利亜的瞬間
- 快楽成双
- 幸運草
- 十字弓
- 離開你我得到一片森林
- 蛇舞
- 七世
- 背靠背
- 花涙
- 傳説之翼

## アルバム
- 快楽成双